# Cuchicuato
Cuchicuato är en ort i Mexiko.   Den ligger i kommunen Irapuato och delstaten Guanajuato, i den centrala delen av landet, 280 km nordväst om huvudstaden Mexico City. Cuchicuato ligger 1 738 meter över havet och antalet invånare är 2 896.
Terrängen runt Cuchicuato är platt åt sydost, men åt nordväst är den kuperad. Runt Cuchicuato är det tätbefolkat, med 343 invånare per kvadratkilometer. Närmaste större samhälle är Irapuato, 11,1 km öster om Cuchicuato. Trakten runt Cuchicuato består till största delen av jordbruksmark.